# Sphagnum mucronatum
Sphagnum mucronatum là một loài rêu trong họ Sphagnaceae. Loài này được Bruch & Schimp. ex Edmondston mô tả khoa học đầu tiên năm 1847.
Danh pháp khoa học của loài này chưa được làm sáng tỏ. 